# ایشتوان مونا
ایشتوان مونا (انگلیسی: István Móna; ۱۷ سپتامبر ۱۹۴۰ – ۲۸ ژوئیهٔ ۲۰۱۰) ورزشکار پنج‌گانه مدرن اهل مجارستان بود.
وی در مسابقات کشوری و بین‌المللی در مجموع برندهٔ ۵ مدال طلا شده‌است.